# Перес, Дани
Даниэль «Дани» Перес Герреро (исп. Daniel Pérez Guerrero; род. 26 июля 2005) — испанский футболист, полузащитник клуба «Реал Бетис».

## Клубная карьера
Дани Перес является воспитанником клуба «Реал Бетис». 3 ноября 2022 года дебютировал за «Реал Бетис» в Лиге Европы в матче против клуба ХИК, выйдя на замену на 67 минуте.

## Карьера в сборной
Выступал за молодёжные сборные Испании возрастом до 17 и до 18 лет.